# Vigala (rivière)
La Vigala appelé aussi  Konuvere jõgi ou Koluvere jõgi est une rivière estonienne. 

## Présentation
D'une longueur de 95 kilomètres, c'est un affluent de la rivière Kasari. Elle arrose la ville de Rapla. Son principal affluent est la Velise Jõgi.

## Galerie

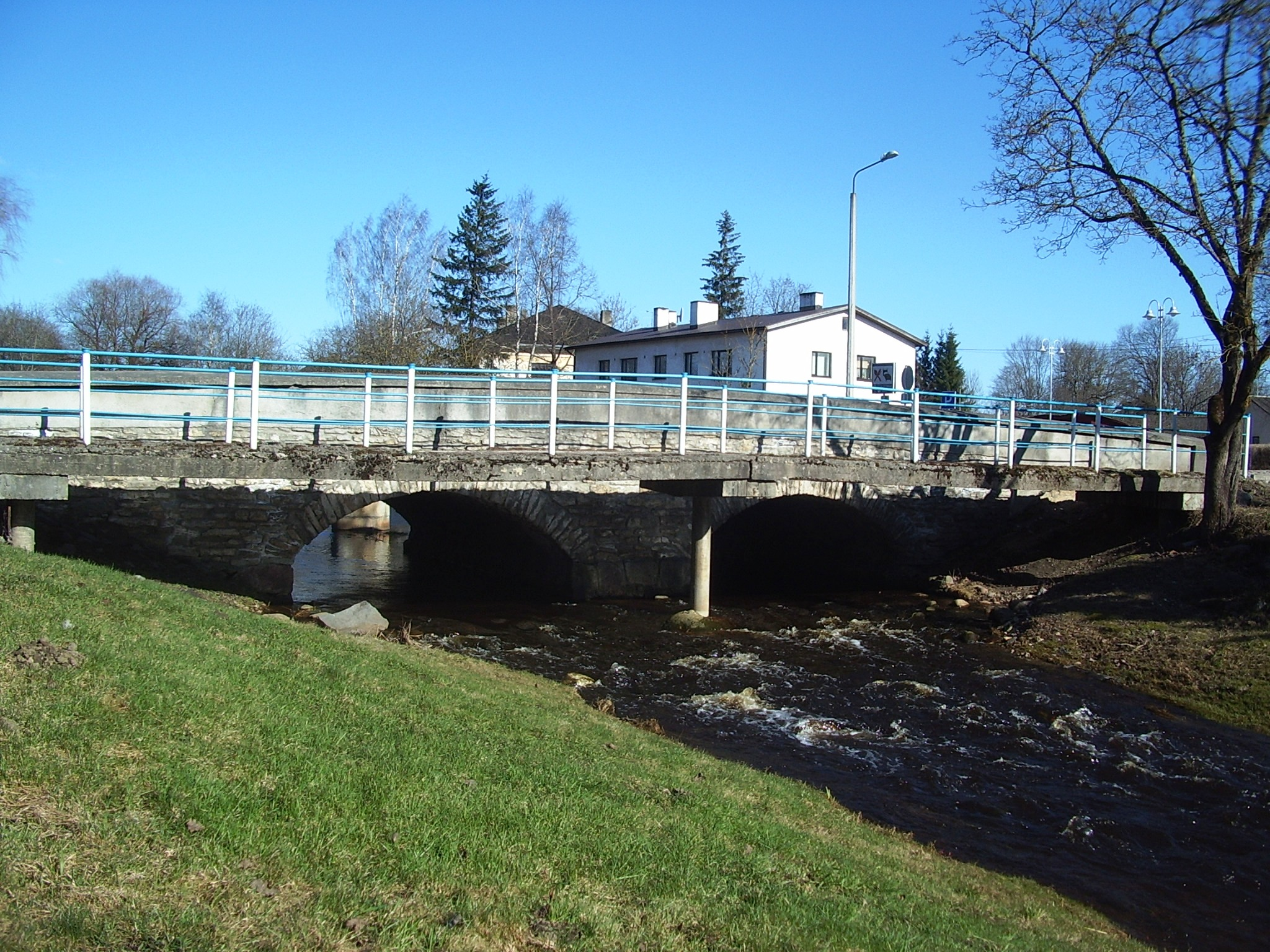
La Vigala à Rapla.
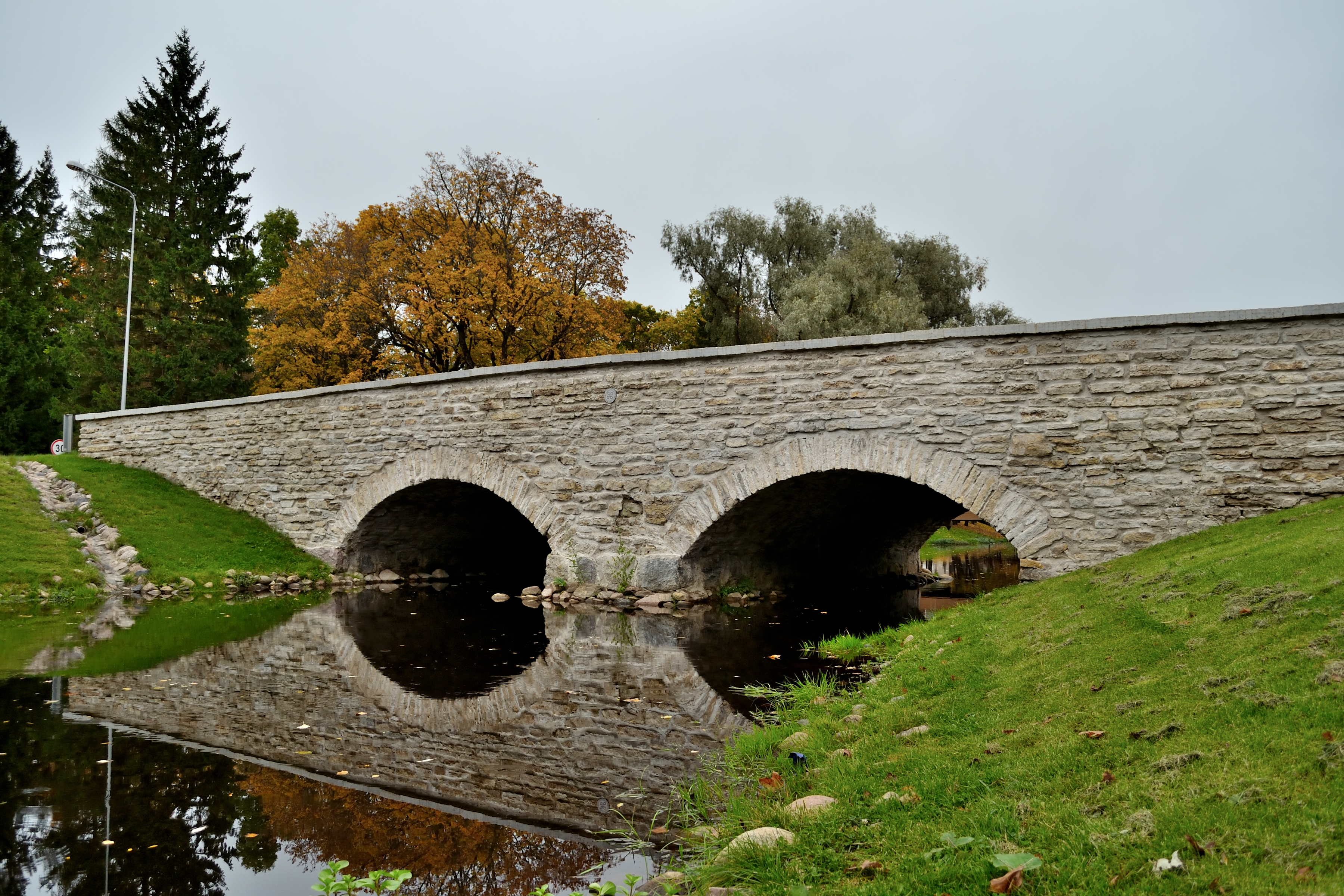
Pont à Rapla.
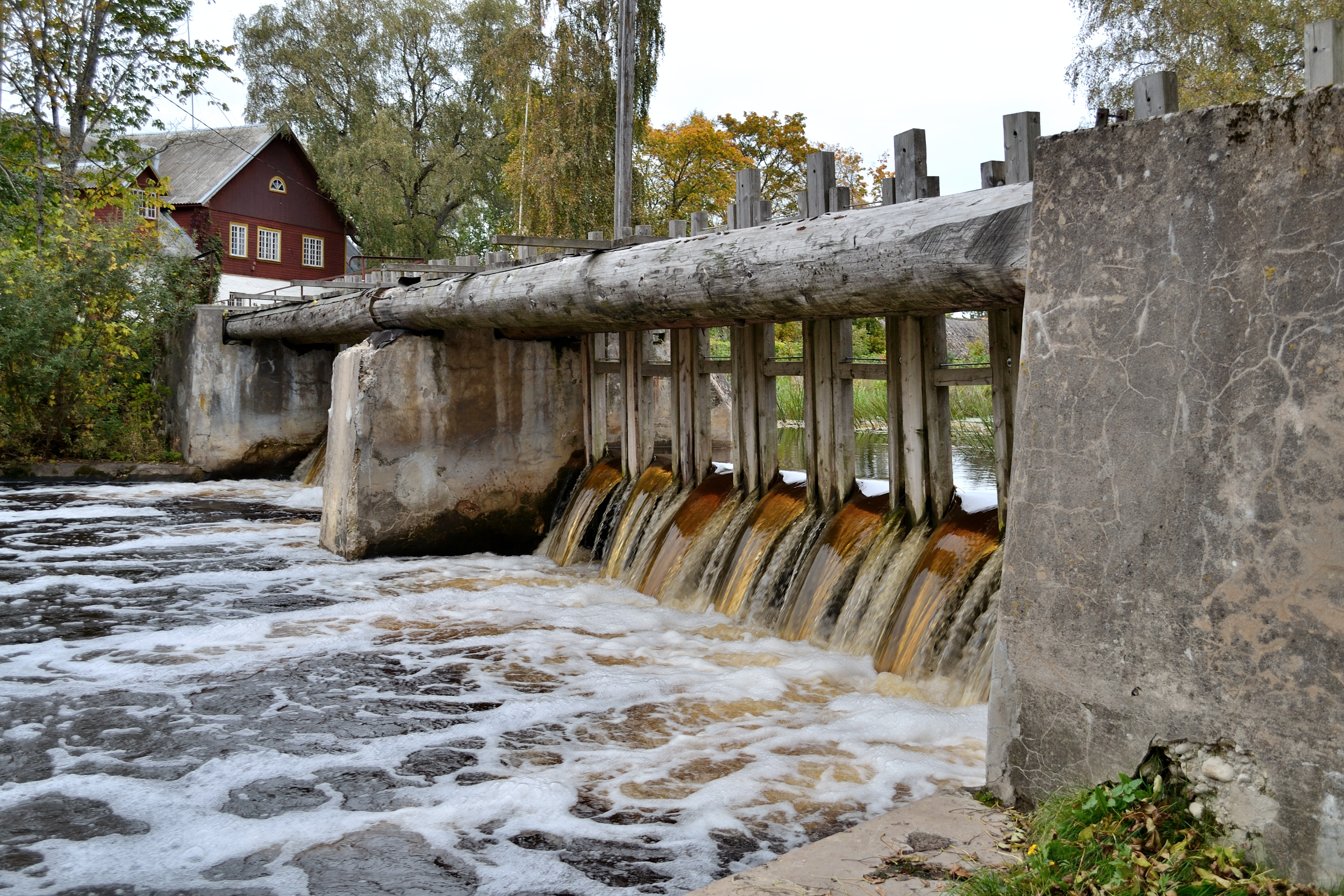
Barrage du manoir de Kabala.